# 안시앙

안시앙의 위치

안시앙(포르투갈어: Ansião)은 포르투갈 레이리아 현에 위치한 도시로 면적은 176.09km2, 인구는 13,128명(2011년 기준), 인구 밀도는 75명/km2이다.

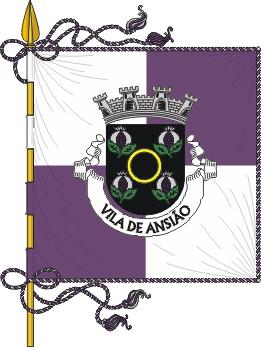
시기
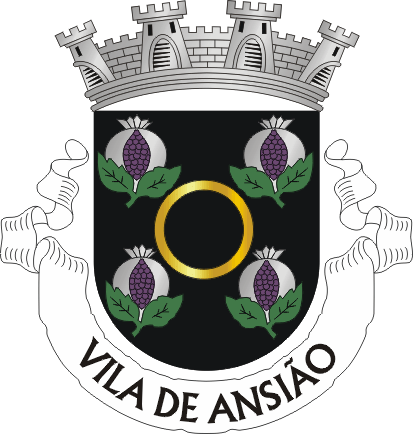
시 문장